# كفر بلمشط
كفر بلمشط إحدى قرى مركز منوف التابع لمحافظة المنوفية بجمهورية مصر العربية.

## السكان
بلغ عدد سكان كفر بلمشط 6,687 نسمة، حسب الإحصاء الرسمي لعام 2006.